# Socket FM2
Le Socket FM2 est un socket utilisé par AMD pour connecter les APU Trinity et Richland à une carte mère ainsi que les processeurs Athlon 64 X2 et Athlon X4. Le socket FM2 a été lancé le 27 septembre 2012. Les premières cartes mères qui présentent le nouveau socket FM2 sont du chipset AMD A85X.
Le socket est très similaire au socket FM1, basé sur une grille de 31 × 31 broches avec un vide central de 5 x 7, mais avec 3 broches retranchées à chaque coin, et quelques épingles clés manquent. Comparé au Socket FM1, deux broches clés ont été déplacées, et une autre est retirée, laissant 904 broches.
Les APU "Kaveri" basés sur Steamroller ne sont pas supportés, voir socket FM2+ (FM2r2) et socket FP3 (μBGA906).

## Dissipateur thermique
Les quatre trous de fixation du dissipateur thermique à la carte mère sont placés aux quatre coins d'un rectangle de largeur 48 mm et de longueur 96 mm pour les sockets AMD AM2, AM2+, AM3, AM3+ et FM2. Les solutions de refroidissement doivent donc être interchangeables.

## Présentation des caractéristiques principales des APU AMD
| Marque                | Brazos (basse consommation) | Llano                  | Trinity                | Richland               | Kabini & Temash (basse consommation) | Kaveri                           | Beema & Mullins (basse consommation) | Carrizo                          | Carrizo-L (basse consommation)   |
| --------------------- | --------------------------- | ---------------------- | ---------------------- | ---------------------- | ------------------------------------ | -------------------------------- | ------------------------------------ | -------------------------------- | -------------------------------- |
| Sortie                | Janvier 2011                | Août 2011              | Octobre 2012           | Juin 2013              | Mai 2013                             | Janvier 2014                     | Avril 2014                           | Juin 2015                        | Mai 2015                         |
| Fab (nm)              | TSMC 40                     | GlobalFoundries SOI 32 | GlobalFoundries SOI 32 | GlobalFoundries SOI 32 | 28                                   | 28                               | 28                                   | 28                               | 28                               |
| Socket APU            | FT1                         | FM1 FS1                | FM2 FS1 + FP2          | FM2 FS1 + FP2          | AM1 FT3                              | FM2+ FP3                         | FT3b                                 | FM2+ AM4                         | FT3b                             |
| Cœurs du processeur   | Bobcat                      | K10                    | Piledriver             | Piledriver             | Jaguar                               | Steamroller                      | Puma                                 | Excavator                        | Puma+                            |
| Moteur 3D             | 80: 8: 4                    | 400: 20: 8             | 384: 24: 6             | 384: 24: 6             | 128: 8: 4                            | 512: 32: 8                       | 128: 8: 4                            | 512: 32: 8                       | 128: 8: 4                        |
| Moteur 3D             | TeraScale 2 (VLIW5)         | TeraScale 2 (VLIW5)    | TeraScale 3 (VLIW4)    | TeraScale 3 (VLIW4)    | Graphics Core Next (Mantle, HSA)     | Graphics Core Next (Mantle, HSA) | Graphics Core Next (Mantle, HSA)     | Graphics Core Next (Mantle, HSA) | Graphics Core Next (Mantle, HSA) |
| Moteur 3D             | IOMMUv1                     | IOMMUv1                | IOMMUv1                | IOMMUv1                | IOMMUv1                              | IOMMUv2                          | IOMMUv1                              | IOMMUv2                          | ?                                |
| Version UVD (en)      | UVD 3                       | UVD 3                  | UVD 3                  | UVD 3                  | UVD 4                                | UVD 4.2                          | UVD 4.2                              | UVD 6                            | UVD 6                            |
| Version VCE (en)      | N / A                       | N / A                  | VCE 1.0                | VCE 1.0                | VCE 2.0                              | VCE 2.0                          | VCE 2.0                              | VCE 3.1                          | VCE 3.1                          |
| TrueAudio             | N / A                       | N / A                  | N / A                  | N / A                  | N / A                                | Oui                              | N / A                                | Oui                              | Oui                              |
| Nbr. Max. d'écrans 1  | 2                           | 2-3                    | 2-4                    | 2-4                    | 2                                    | 2-4                              | 2                                    | 3                                | 2                                |
| DRM / pilote Mesa 3D, | Oui                         | Oui                    | Oui                    | Oui                    | Oui                                  | Oui                              | Oui                                  | WiP                              | WiP                              |

- 1 sans perdre de qualité graphique, sinon maximum 6.